# Inese Jursone
Inese Jursone (Limbaži, 13 de novembro de 1981) é uma jogadora de voleibol de praia da Letônia, que foi medalhista de ouro no Campeonato Europeu de 2009.

## Carreira
Em 1999 formou dupla com Inga Vētra e conqistou a medalha de prata no Campeonato Europeu  de Voleibol de Praia Sub-19 em Finestrat.e disputaram o Campeonato Europeu de Voleibol de Praia Sub-23 de 2000 em San Marino e conquistaram a medalha de bronze.
Na jornada esportiva de 2009 disputou o Campeonato Europeu de Voleibol de Praia ao lado de Inguna Minusa, este sediado em Sochi e conquistaram a medalha de ouro e o quinto posto no Campeonato Europeu de 2010 em Berlim.